# Veolia Environnement (MOD 70)
Veolia Environnement est un voilier trimaran monotype de la classe Multi One Design de 70 pieds mis à l'eau en juin 2011, conçu pour la course au large. Il est sponsorisé par le groupe Veolia Environnement.
Son skipper était Roland Jourdain.

## Historique
Après une mise à l'eau en juin 2011, Veolia Environnement a été baptisé le 8 juillet 2011 à Concarneau. Ses parrains sont le chanteur Charlélie Couture et le salarié de Véoliaforce Guy de Sainte Claire. Il participe à sa première course en août, la Fastnet Race qu'il remporte devant un autre MOD70 : Race For Water.
Des difficultés économiques poussent Veolia Environnement à stopper son programme MOD70. Le 10 février 2012, ils décident d'arrêter leur collaboration avec Roland Jourdain.
Multi One Design SA rachète le bateau, avec l'optique de le revendre ou de louer au plus vite.
Le MOD70 no 2 est racheté en février 2013 par l'équipe Orion Racing du skipper américain Cam Lewis,.

## Palmarès
2011
- Vainqueur de la Rolex Fasnet Race[2].